# Майкл, Кристофер
Кристофер Майкл (англ. Christopher Michael, родился в городе Трой, штат Нью-Йорк, США) — американский актёр, режиссёр, писатель, сценарист и художник, который наиболее широко известен публике по роли сержанта/детектива/капитана/шерифа Майклза в сериале «Седьмое небо». Он появился в более чем 45 эпизодах из 243 серий сериала.
Роли Кристофера Майкла в качестве актёра главным образом были связаны с сотрудниками полиции. В общей сложности снялся в более чем 100 фильмах.

## Фильмография
| Год       | Русское название                     | Оригинальное название                    | Роль            |
| --------- | ------------------------------------ | ---------------------------------------- | --------------- |
| 1994      | Гайвер 2: Тёмный герой               | Guyver: Dark Hero                        | Эткинс          |
| 1996–2007 | Седьмое небо                         | 7th Heaven                               | Капитан Майклз  |
| 2002      | Новый Алькатрас                      | New Alcatraz                             | Капитан Томас   |
| 2007      | АйКарли                              | iCarly                                   | Офицер Карл     |
| 2009      | Молодые и дерзкие                    | Young & the Restless                     | Охранник тюрьмы |
| 2009      | Тайная жизнь американского подростка | The Secret Life of the American Teenager | Тренер          |